# Phoenix Wright: Ace Attorney – Justice for All
Phoenix Wright: Ace Attorney: Justice for All, i Japan känt som Gyakuten Saiban 2 (逆転裁判2? "Helomvändningsrättegång 2"), är ett datorspel i genrerna äventyrsspel och visuell roman, som utvecklades och gavs ut av Capcom till Game Boy Advance år 2002 i Japan. Det porterades senare till Microsoft Windows, Nintendo DS och Wii; DS- och Wii-versionerna gavs även ut på de amerikanska, europeiska och australiska marknaderna, och översattes till flera olika språk. Spelet har även porterats till IOS som en del av Phoenix Wright: Ace Attorney Trilogy HD.
Justice for All är det andra spelet i Ace Attorney-serien, och följs av Trials and Tribulations.

## Handling
Phoenix Wright fortsätter med sin karriär som försvarsadvokat och förenas med sin vän och assistent, Maya Fey. Saker och ting har förändras sen de två vännerna såg varandra sist. Phoenix får träffa Mayas lilla kusin, Pearl Fey, möta en ny åklagare, Franziska von Karma och Maya får veta att Miles Edgeworth, Phoenixs barndoms vän, har helt plötsligt försvunnit.  